# Agrotis rufescens
Agrotis rufescens là một loài bướm đêm trong họ Noctuidae.